# Psion (cómic)
Los Psions son una especie alienígena ficticia de DC Comics.

## Historia

### Génesis
Hace billones de años, en el planeta Maltus, los maltusianos inmortales estudiaron todos los aspectos de la vida. Durante sus experimentos tomaron unos reptiles locales y descubrieron que una parte de sus cerebros tenía el potencial para adquirir una complejidad mucho mayor. Entonces mejoraron a las criaturas y se encontraron con que los desarrollos adquiridos eran pasados a las generaciones posteriores. Los reptiles fueron liberados para explorar su tasa de supervivencia.
Tiempo después, los maltusianos abandonaron su planeta en un gran éxodo. Las formas de vida mejoradas evolucionaron hasta convertirse en la raza Psion. Los primeros psions investigaron los laboratorios maltusianos e imitaron a sus creadores. Llegaron al punto de cortarse la cola para parecerse más a los maltusianos (olvidando sus orígenes como resultado). Luego de muchos milenios, los psions abandonaron Maltus para seguir a sus creadores, que ahora eran conocidos como los Guardianes del Universo del planeta Oa.
Cuando se encontraron, las cosas no fueron tal como los psions esperaban. Los oanos lamentaron su decisión de no destruir el equipo que dejaron en Maltus. Los Guardianes prohibieron viajar a Oa a los psions, quienes deseaban aprender más de ellos. Pese a que los psions habían dominado la tecnología, era poco lo que comprendían. Los Guardianes, sentiéndose responsables por los psions, los enviaron a una galaxia lejana donde pudieran alcanzar cierto nivel de entendimiento y les ordenaron permanecer dentro del área asignada para que no pudieran ser molestados. Los Guardianes esperaban que los psions alcanzaran su propia grandeza. Como parte del proceso, no se permitió que los Green Lantern Corps interfirieran. Las esperanzas de los Guardianes no tuvieron frutos.
Descubrir a sus creadores para luego ser humillados por estos llevó a que los psions taparan la verdad. La especie entera olvidó sus orígenes y comenzó de cero su trabajo científico. Pero como cualquier científico, los psions se hacían las mismas preguntas que todo pensador hace: "¿De dónde venimos?" Y jamás pararon de preguntárselo. Una y otra vez, los psions descubrían la verdad sobre sus orígenes, y en cada ocasión suprimían ese conocimiento. Los psions se niegan a reconocer que sus creadores no los quieren ni creen en ellos. Cuando escuchan la verdad, dolidos, caen en shock y quedan incapacitados. Este proceso también elimina su conocimiento sobre sus génesis.

## Invasión
Los Psions estuvieron entre las muchas razas alienígenas que participaron en la invasión de la Tierra después de que los Dominadores se preocuparan por la capacidad de la humanidad para producir individuos con superpoderes. 
Parte de su contribución al esfuerzo bélico incluyó la creación de sedantes para los prisioneros en el gulag que la Alianza mantenía en el espacio profundo. Un equipo científico también trabajó desde la sede de la Alianza en la Australia conquistada. Este equipo murió cuando un intento de enviar una bomba a través de un transportador JLI fracasó.

## Los psions modernos
Los psions mantienen laboratorios flotantes gigantescos donde continúan sus estudios. Allí investigaron a las formas de vida que encontraron en el sistema Vega. Empleando su ciencia, crearon muchas de las especies que forman parte de los 25 mundos de Vega, replicando subconscientemente sus propios orígenes. En su contra, se encuentran en actividad los Omega Men, un grupo interestelar de rebeldes. Durante sus investigaciones, los psions proporcionaron a X'Hal el poder casi supremo que acabó empleando contra ellos. Los Green Lantern Corps aún tienen prohibido ingresar o interferir dentro del espacio asignado a los psions, sin embargo los Corps y sus amos, los Guardianes, actualmente se hallan considerando anular esta restricción.
Los Linternas Verdes Kyle Rayner y Gay Gardner planearon ingresar al espacio vegano con el objetivo de rescatar a la recluta Soranik Natu. Su misión fue un éxito gracias a la habilidad desplegada por Soranik, lo que llevó a la derrota de los psions.